# Raimo Puustinen
Raimo Olavi Puustinen, född 27 maj 1935 i Kexholm, är en finländsk tecknare och grafiker. 
Puustinen studerade först vid ritskolan i Lahtis 1953–1958 och Konstindustriella läroverket 1958–1962 men ägnade sig sedan åt sångstudier vid Helsingfors konservatorium för att till slut ändå besluta sig för bildkonstnärens bransch. Han genomgick Finlands konstakademis skola 1971–1974. Redan 1953 hade han fått arbeten godkända till en juryerad utställning men framträdde först på 1970-talet på allvar som bildkonstnär, framför allt som bokillustratör. Mest känd är han för illustrationerna till Juhani Ahos novell Rautatie 1973, som är tecknade med stor etnografisk exakthet. Han har också utfört ett par glasmålningar, bland annat "Jakobs stege" för Grankulla kyrka (1985).